# Barbacoa al estilo Chicago

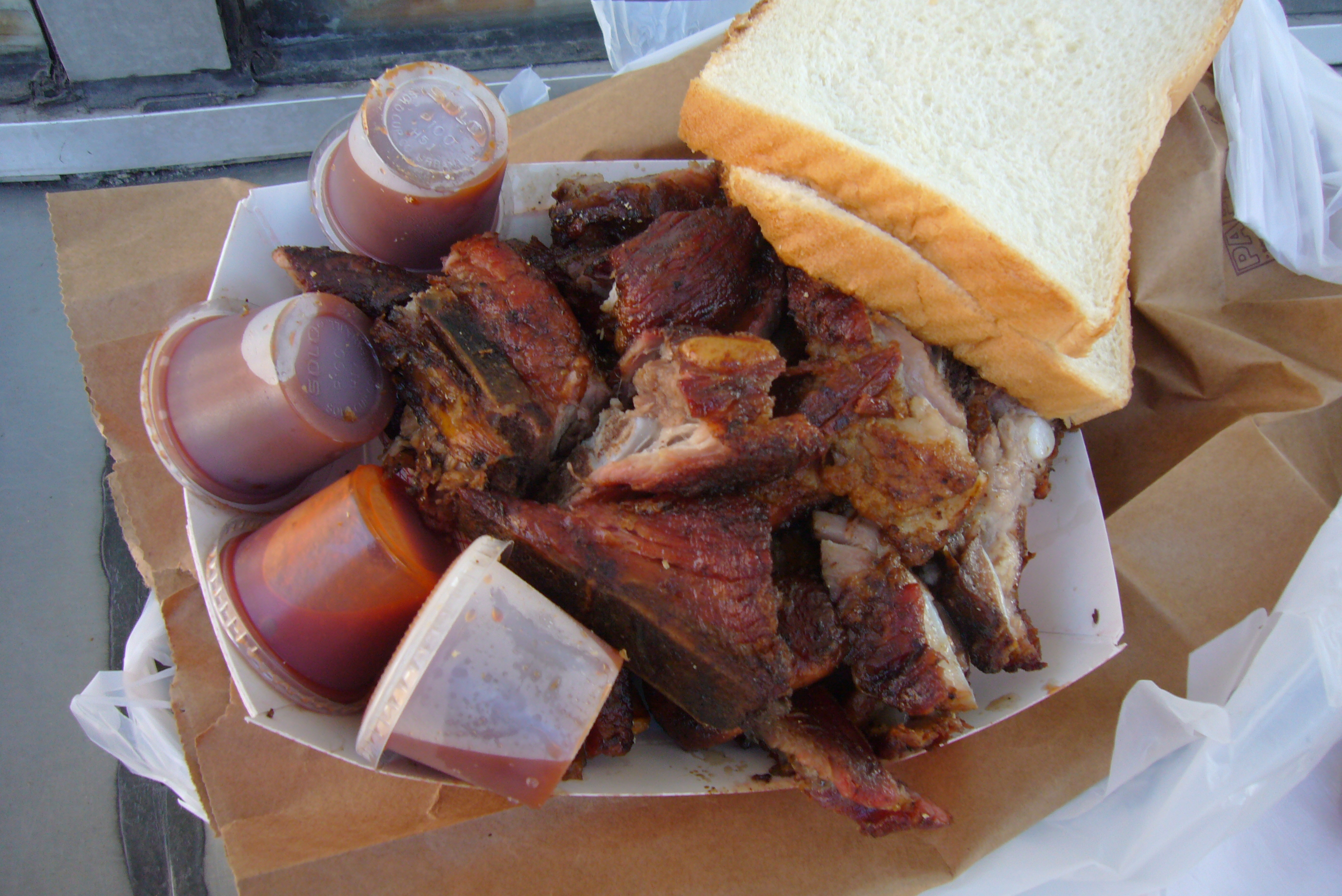
Puntas de costilla y pan blanco, una combinación común en la barbacoa al estilo Chicago.

La barbacoa al estilo Chicago es una variación regional de la barbacoa de la ciudad estadounidense de Chicago, Illinois. El estilo se desarrolló debido a la migración desde otros países y partes de los Estados Unidos. Es conocido por la invención del ahumador de acuario y el protagonismo de las puntas de costillas de cerdo y las salchichas hot links.

## Historia
Los primeros restaurantes de barbacoa en Chicago fueron establecidos por afroestadounidenses que se mudaron a Chicago desde el sur de Estados Unidos durante ambas fases de la Gran Migración desde el sur. Entre 1910 y 1970, el número de afroamericanos en Chicago aumentó de 50 000 a 1 000 000. El restaurante de barbacoa en funcionamiento más antiguo de la región, Russell's Barbecue, fue fundado en Elmwood Park en 1930, aunque las tradiciones afroestadounidenses de barbacoa probablemente habían llegado a la ciudad incluso antes. Otros restaurantes de barbacoa notables de Chicago incluyen Leon's Bar-BQ y Lem's Bar-BQ, el último de los cuales ayudó a popularizar a los fumadores de acuario. Italianos y griegos en Chicago también fundaron restaurantes de barbacoa a mediados del siglo XX. Los inmigrantes de Europa del Este en el lado norte de Chicago influyeron aún más en el desarrollo de la barbacoa en la ciudad, especialmente en la popularidad de las salchichas y la carne hervida.
Muchos establecimientos históricos de barbacoa del lado sur sirven a los clientes a través de un divisor de vidrio a prueba de balas. La popularidad de la barbacoa al estilo de Chicago ha disminuido en el Chicago del siglo XXI debido al creciente número de restaurantes de barbacoa al estilo de Texas.

## Estilos

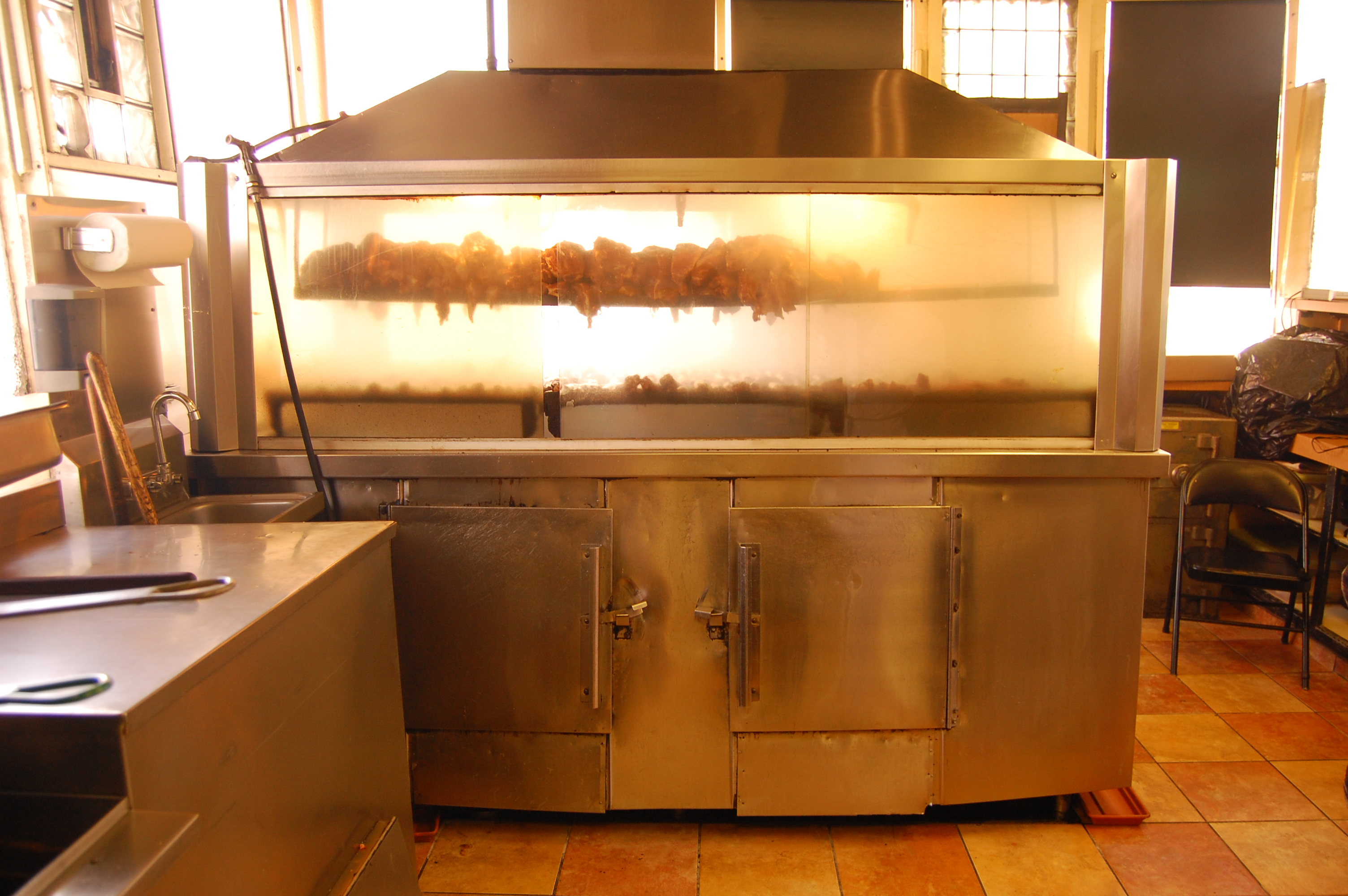
Ahumador de acuario.

### Lado Sur y Lado Oeste

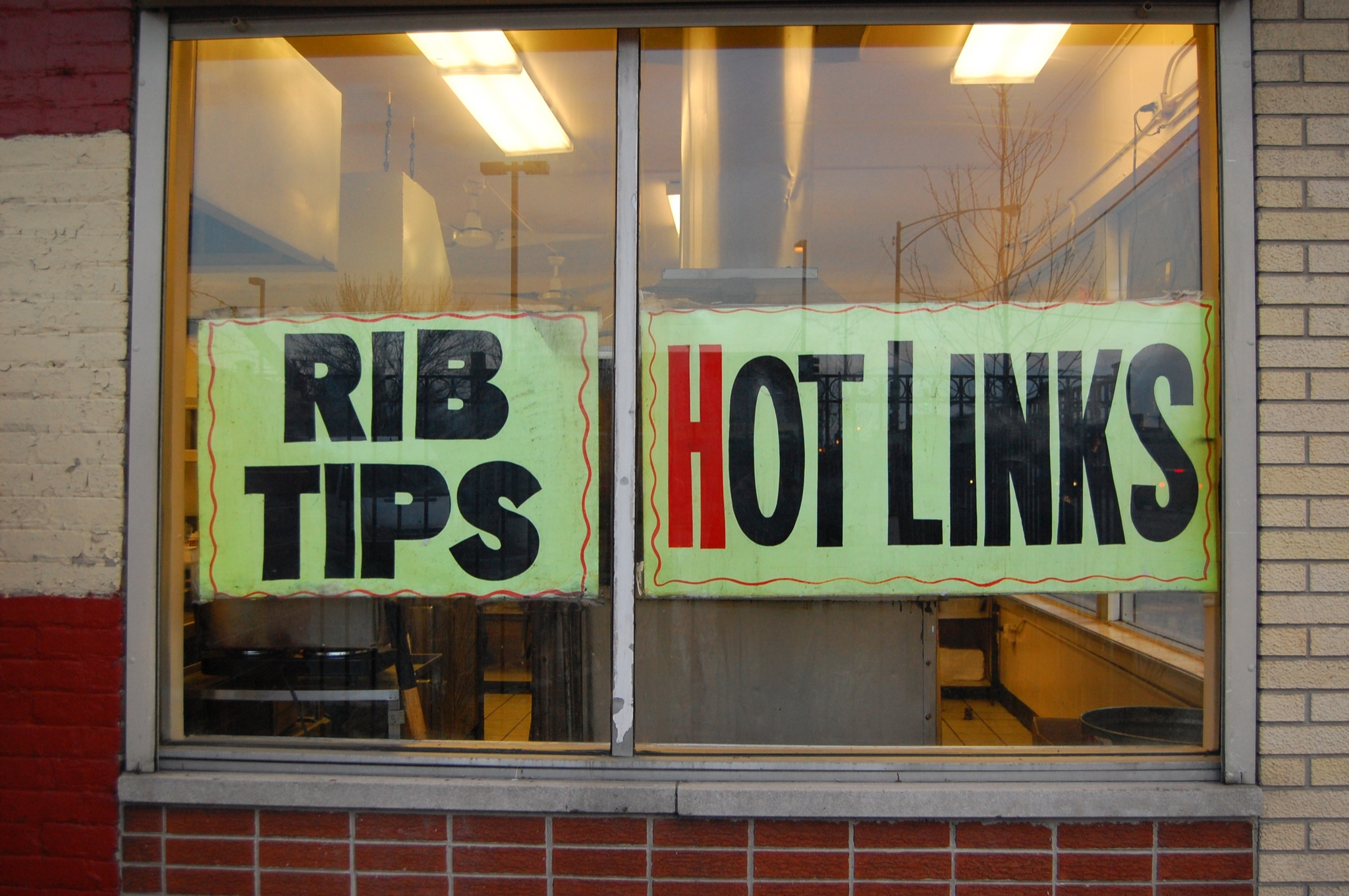
Un cartel publicitando puntas de costilla y hot links fuera de Barbara Ann's Bar-B-Que en Chicago.

En 1954, se inventó en Chicago el ahumador de acuario, que recibe su nombre por su parecido con un acuario. Estos ahumadores permitían preparar carnes ahumadas en el interior durante el invierno. Están completamente cerrados, excepto por una chimenea de metal que ventila el humo hacia el exterior, lo que permite cocinar completamente en el interior. La chimenea está equipada con depuradores de humos para minimizar la contaminación. Los paneles de vidrio a los lados del ahumador permiten que el cocinero vea el interior. La madera para ahumar la carne generalmente se coloca debajo, lo que permite que se cocine rápidamente. La temperatura del ahumador se controla rociando el fuego con agua de una manguera de jardín si hace demasiado calor. Este estilo de fumador se volvió común en el South Side y West Side de Chicago. Las maderas duras, como la nuez dura y el roble, generalmente se usan en esos vecindarios. El carbón vegetal también se puede utilizar como combustible. En las barbacoas South Side y West Side se usa una salsa barbacoa ligera a base de tomate. Algunos restaurantes de Chicago también sirven salsa suave, que puede incluir varios ingredientes como salsa barbacoa y kétchup.
Las puntas de costillas de cerdo, las piezas finales cartilaginosas que quedan del corte de las costillas cocinadas a la Barbacoa al estilo San Luis, se hicieron populares en el lado sur de Chicago debido a su bajo costo. La gelatinosidad de la costilla le da un exterior masticable cuando se cocina. El establecimiento de la industria empacadora de carne en Chicago, especialmente Union Stock Yards, también contribuyó a la elección de cortes preparados en South Side, donde los cortes de carne estaban disponibles a bajo precio. A los primeros restaurantes de barbacoa propiedad de afroestadounidenses se les atribuye la popularización de este plato. Las costillas de Chicago estilo Delta se ahuman en ahumadores de acuario. Un estilo distintivo de costillas hervidas se desarrolló en la comunidad de Europa del Este, que con frecuencia hervía carnes.
Los hot links se sirven comúnmente en combinación con puntas de costillas de cerdo, como barbacoa «tip-link». Esta combinación se suele servir con papas fritas y pan blanco rebanado. El pollo frito con salsa de barbacoa, llamado «pollo a la barbacoa» en Chicago, también se sirve con frecuencia en los restaurantes del lado sur como Harold's Chicken Shack.

### Lado Norte
En el lado norte, los restaurantes de barbacoa suelen utilizar ahumadores asadores y maderas locales como madera de manzano para preparar la carne. Las salsas de barbacoa de North Side también tienen una base de tomate, pero suelen ser más espesas que las salsas de South Side. Los restaurantes del lado norte generalmente se enfocaban en cortes de carne más caros, como el lomo de cerdo y la pechuga.